# Acidente do Falcon 10 no Badaquistão em 2024
O acidente do Falcon 10 no Badaquistão em 2024 aconteceu em 20 de janeiro de 2024, quando uma aeronave Dassault Falcon 10 caiu no distrito de Kuf Ab, na província do Badaquistão, Afeganistão. A aeronave carregava seis pessoas, das quais duas morreram no desastre. O voo havia saído da Tailândia em direção a Moscou, na Rússia, com uma escala de reabastecimento na Índia. Este foi o primeiro desastre aéreo fatal acontecido no Afeganistão desde 2020.

## Contexto
Voos internacionais geralmente evitam passar sobre o espaço aéreo afegão desde a tomada do Afeganistão pelos Tailbãs em 2021. Normalmente, quem passa pelo território afegão, passa somente alguns minutos sobre o Corredor de Wakhan, no nordeste do país. A área onde esta aeronave caiu é localizado na base do saliente afegão,  e era atravessada, como o restante da província do Badaquistão, pela cordilheira Hindu Kush.

## Aeronave e seus ocupantes
Informações iniciais indicaram que o voo originava da Índia e que havia um número significante de passageiros indianos na aeronave. Porém, autoridades indianas declararam que nenhuma aeronave comercial indiana fazia tal rota. A Diretoria Geral de Aviação Civil (DGCA) indiana declarou que o Dassault Falcon 10, de matricula marroquina, havia somente feito uma escala de reabastecimento no Aeroporto de Gaya.
As Agência Federal de Transporte Aéreo (FAVT) declarou que a aeronave tinha matrícula russa e operava um voo de evacuação médica fretado,  originando do Aeroporto Internacional de U-Tapao, na Tailândia com destino ao Aeroporto Internacional de Jukovsky, em Moscou, com escalas programadas em Gaia, na Índia, e em Tasquente, no Uzbequistão. Autoridades russas revelaram que a aeronave acidentada havia sido construída em 1978, tendo como donos a Athletic Group LLC e uma pessoa física.
A embaixada russa na Tailândia declarou que a aeronave fazia um voo de evacuação médica privada até Moscou. Segundo informações, a bordo se encontrava um casal russo, proveniente de Volgodonsk, na qual consistia de uma mulher em estado grave que havia sido hospitalizada em Pattaya, e seu marido, o empresário que fretou o voo. A tripulação de quatro pessoas eram todos de nacionalidade russa.
O Ministério de Transportes e Aviação Afegão declarou que o voo não tinha planos para sobrevoar espaço aéreo afegão e atribuiu sua excursão à "problemas técnicos". O porta voz do Ministério da Cultura e Informação Afegão descreveu a aeronave como matriculada no Marrocos.

## Acidente
Autoridades declararam que o acidente ocorreu as 19h AFT (Hora Local do Afeganistão) do dia 20 de janeiro, em uma região montanhosa do distrito de Kuf Ab, na província do Badaquistão, Afeganistão, a 200 kilometros da capital da província, Faizabad. De acordo com as informações da Flightradar24, a aeronave desapareceu dos radares por volta da 18h AFT (01h30min GMT), ao sul de Pexauar, no Paquistão. A imprensa russa informou que antes do desastre, o piloto fez uma chamada no rádio, declarando que estava com pouco combustível e que planejava pousar no Tajiquistão antes de ambos os motores entrarem em pane seca. A aeronave desapareceu 25 minutos após esta chamada.

## Resgate
Informações do acidente começaram a aparecer ainda durante a manhã após locais reportarem o acidente para autoridades provinciais do Badaquistão. O porta voz chefe do Talibã, Zabiullah Mujahid, declarou que as equipes de resgate da Força Aérea Afegã já faziam buscas na região. Oficiais do Talibã declararam mais tarde que haviam encontrado o local do acidente, nas proximidades da Montanha Aruz Koh, no distrito de Kuf Ab, no dia 21 de janeiro, dizendo que quatro pessoas haviam sobrevivido na aeronave e forma resgatados (incluindo o piloto). Duas pessoas morreram. Os sobreviventes e os mortos foram levados inicialmente a Faizabad e logo após, transportados para Kabul. Mujahid citou que os sobreviventes estão em "bom estado de saúde".

## Investigação
O Ministério de Transportes e Aviação Afegão anunciou que sua equipe técnica lançou uma investigação do acidente, na qual é atribuido em problemas técnicos. Um porta voz do Talibã atribuiu o acidente a "problemas nos motores".

O Comitê de Investigações da Federação Russa abriu uma investigação criminal do acidente, citando supostas violações de regras de segurança aéreas ou negligência. Isso é comum em casos de acidentes aéreos envolvendo aeronaves russas. A porta voz do Ministério de Relações Exteriores Russo, Maria Zakharova, declarou que autoridades da embaixada russa em Kabul estão trabalhando com oficiais afegãos nas investigações do acidente.